# Río Salinas (vattendrag i Guatemala)
Río Salinas är ett vattendrag i Guatemala. Det ligger i den centrala delen av landet, 160 km norr om huvudstaden Guatemala City.